# Municipio de Troy (condado de Clarke)
El municipio de Troy (en inglés: Troy Township) es un municipio ubicado en el condado de Clarke en el estado estadounidense de Iowa. En el año 2010 tenía una población de 1064 habitantes y una densidad poblacional de 11,37 personas por km².

## Geografía
El municipio de Troy se encuentra ubicado en las coordenadas 41°0′45″N 93°57′57″O / 41.01250, -93.96583. Según la Oficina del Censo de los Estados Unidos, el municipio tiene una superficie total de 93.56 km², de la cual 93,44 km² corresponden a tierra firme y (0,14 %) 0,13 km² es agua.

## Demografía
Según el censo de 2010, había 1064 personas residiendo en el municipio de Troy. La densidad de población era de 11,37 hab./km². De los 1064 habitantes, el municipio de Troy estaba compuesto por el 97,93 % blancos, el 0,47 % eran afroamericanos, el 0,19 % eran amerindios, el 0,09 % eran asiáticos, el 1,03 % eran de otras razas y el 0,28 % eran de una mezcla de razas. Del total de la población el 2,54 % eran hispanos o latinos de cualquier raza.